# Nelly (Rapper)
Nelly (* 2. November 1974 in Austin, Texas; bürgerlich Cornell Iral Haynes Jr.) ist ein US-amerikanischer Rapper, Sänger und Unternehmer. Er ist seit 1993 Mitglied der Rap-Gruppe St. Lunatics und unterschrieb 1999 einen Plattenvertrag bei Universal Records. Mit den Alben Country Grammar, Nellyville, Sweat und Suit wurde Nelly zu einem der kommerziell erfolgreichsten Rapper, der unter anderem zwei Grammys erhielt.

## Jugend
Cornell Haynes Junior wurde als Sohn eines Soldaten der U.S. Air Force geboren. Kurz danach musste die Familie nach Spanien übersiedeln, da sein Vater dort auf einem US-Luftwaffenstützpunkt stationiert wurde. Nach Haynes’ drittem Geburtstag zog die Familie zurück in die USA nach University City nahe St. Louis, Missouri.
Haynes durchlebte eine schwere Jugendzeit. Er wohnte bei verschiedenen Familienmitgliedern und musste mehrmals die Schule wechseln. Zu dieser Zeit war Haynes nach eigener Aussage in zahlreichen Streitereien unter Teenagern auf den Straßen von St. Louis verwickelt. Seine Mutter (Rhonda Mack) zog mit ihrem Sohn in einen Vorort von St. Louis. Dort wurde sein Talent für Baseball entdeckt. Er lehnte Angebote für ein Engagement als professioneller Baseballspieler allerdings ab und gründete zusammen mit fünf Freunden die Rap-Gruppe St. Lunatics.

## Musikkarriere

### Anfänge und erstes Soloalbum
Im Jahr 1996 nahm die Gruppe ihre erste Single namens Gimme What Ya Got auf, die in der Region St. Louis eine hohe Popularität erreichte. Trotz dieses Erfolges erhielten die St. Lunatics keinen Vertrag mit einem Plattenlabel. Haynes entschloss sich als Solokünstler weiterarbeiten zu wollen und wurde nach kurzer Zeit von Universal Records unter Vertrag genommen. Im Jahr 2000 erschien Haynes’ Debütalbum Country Grammar, das er unter seinem Pseudonym Nelly veröffentlichte. Seine Debütsingle Country Grammar (Hot Shit) erreichte Platz 7 der Billboard Hot 100 und wurde Nellys erster Top-Ten-Hit in den USA. Durch den Erfolg der Single debütierte das Album auf Platz 1 der Billboard-200-Albumcharts. Des Weiteren wurden noch E.I., Ride wit Me und Batter Up als Single veröffentlicht. Am 27. April 2004 wurde das Album von der RIAA 9 Mal mit Platin ausgezeichnet. Nelly verkaufte über 10 Millionen Einheiten des Country-Grammar-Albums, was für ihn den Durchbruch als Rapper bedeutete.
2001 nahm Nelly mit den St. Lunatics das Album Free City auf, welches die Single Midwest Swing enthält, diese erschien später auf dem Soundtrack-Album zum Film Training Day. Nelly rappte auch zu den Liedern Where the Party At von Jagged Edge und Girlfriend von *NSYNC. Free City hat in den USA mehr als eine Million Einheiten verkauft.

### Nellyville
Nelly veröffentlichte im Jahr 2002 sein Folgealbum Nellyville, welches auf Platz 1 der Albumcharts debütierte. Die erste Single Hot in Herre wurde Nellys erster Nummer-eins-Hit in den USA und stand sieben aufeinander folgende Wochen auf Platz 1. Der Welthit Dilemma, ein Duett mit Kelly Rowland von der Girlgroup Destiny’s Child, wurde als zweite Single veröffentlicht und löste Hot in Herre von der Spitze ab und wurde noch erfolgreicher als die erste Single und stand insgesamt 10 Wochen auf Platz 1, damit wurde das Lied Nellys zweiter Nummer-eins-Hit und auch international sein endgültiger Durchbruch. Sonstige Singles sind Work It feat. Justin Timberlake, Air Force Ones feat. Murphy Lee und St. Lunatics, Pimp Juice und #1. Das Album wurde am 27. Juni 2003 6 Mal mit Multi-Platin ausgezeichnet.
2003 veröffentlichte Nelly sein nächstes Album Da Derrty Versions: The Reinvention. Es enthält die Hitsingle Iz U vom Soundtrack zum Disney-Film Die Geistervilla. Das Musikvideo zu Tip Drill wurde wochenlang in den Medien diskutiert, da das Video Frauenhass darstellen soll, dadurch musste Nelly sogar einige Live-Auftritte verschieben. Nellys Single Pimp Juice handelt auch von Frauenhass. Die RIAA zeichnete das Album mit Platin aus.

### SweatundSuit
Am 14. September 2004 veröffentlichte Nelly die Alben Sweat und Suit. Suit, ein R&B-Album, debütierte auf Platz 1 in den US-Albumcharts und Sweat, ein Rap-Album, auf Platz 2. Aus Suit wurde als erste Single die langsame Ballade Over and Over, ein ungewöhnliches Duett mit dem Country-Star Tim McGraw, veröffentlicht und wurde ein Hit. Auf dem speziellen NBC-Konzert Tim McGraw: Here and Now sang McGraw das Lied zusammen mit Nelly. Ein weiteres Duett wurde mit dem St.-Louis-Rapper Chingy veröffentlicht. Im Winter 2005 veröffentlichte Nelly das Doppelalbum Sweatsuit, bestehend aus Liedern von den Alben Sweat und Suit mit drei neuen Liedern. Grillz, produziert von Jermaine Dupri, wurde als erste Single veröffentlicht und wurde Nellys vierter Nummer-eins-Hit in den USA. Bis heute haben die beiden einzelnen Alben und das Doppelalbum zusammen über 15 Millionen Einheiten verkauft.

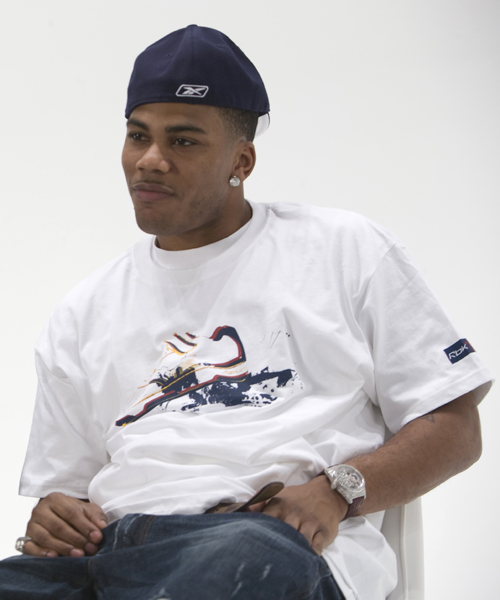
Nelly im Jahr 2007

### Brass Knuckles
Nachdem Wadsyaname die erste Single des neuen Albums Brass Knuckles sein sollte und dieses im Jahr 2007 erscheinen sollte, wurden mehrere Veröffentlichungsdaten genannt. Es erschien am 19. August 2008 in den USA. Features sind unter anderem Fergie, T.I., Ashanti, LL Cool J, Pharrell Williams, Lil Wayne, Akon, Snoop Dogg, Pimp C, Chuck D (Kopf von Public Enemy), Sean P von YoungBloodZ und Babyface. Des Weiteren will Nelly Janet Jackson und Mariah Carey zusammen mit sich auf ein gemeinsames Lied bringen.
Als Produzenten wurden bis jetzt Jermaine Dupri, Pharrell Williams und Bryan Michael Cox genannt. Die erste Single sollte Wadsyaname sein, eine Ballade produziert von Ron „NEFF-U“ Feemstar, es enthält den Piano-Riff von All My Life von K-Ci & JoJo. Nelly erklärte, dass Wadsyaname nie auf dem Album erscheinen sollte. Es gab aber Streit wegen des Covers von All My Life und statt Wadsyaname erschien Party People, ein Duett mit Fergie als erste Single und erreichte in den USA Platz 40, in Großbritannien Platz 14 und in Deutschland Platz 23 der Single-Charts. Stepped On My J'z wurde als nächste Single veröffentlicht, produziert von Jermaine Dupri. Das Lied ist ein feat. mit Dupri und Ciara. Danach wurde noch Body on Me zusammen mit Akon und Ashanti veröffentlicht und erreichte Platz 40 in den USA. Nelly rappte auch auf Rick Ross’ Single Here I Am, mit Avery Storm.

### Nelly 5.0
Im Sommer 2009 erklärte Nelly in Las Vegas, dass er ein neues Album veröffentlichen wolle, im Oktober nannte er den Sommer 2010 als Veröffentlichungsdatum. Im April 2010 wurde Nellys Cousin Michael Johnson in Missouri ermordet, daraufhin verschob Nelly die Veröffentlichung. Im Mai 2010 gab Nelly den Titel des Albums, Nelly 5.0, bekannt. Darauf sind Arbeiten mit Janet Jackson, Diddy, Akon, St. Lunatics und Usher enthalten. Mit Platzierungen im unteren Bereich der Charts blieb das Album deutlich unter den Erfolgen der Vorgänger. Lediglich in den USA schaffte es eine Top-10-Platzierung. Als einzige Hitsingle konnte sich Just a Dream in den Charts weltweit platzieren.

### M.O.
Im September 2013 wurde das Album M.O. veröffentlicht. Die Vorab-Single Hey Porsche erschien bereits im Februar 2013.

## Sonstiges
2003 unterschrieb Nelly einen Ein-Jahres-Vertrag mit dem Sportartikelunternehmen Nike. Nelly entwarf einen Schuh namens Air Derrty, ein Retro-Remake des Charles-Barkley-Signature-Sneakers. Nelly unterschrieb später einen Vertrag mit Reebok.
Nelly arbeitet zusätzlich für die Kampagne Got Milk und die Ford Motor Company. Sein Energydrink Pimp Juice verkaufte sich im Sommer 2003 in den ersten beiden Monaten über eine Million Mal in den USA. Er gründete mehrere Unternehmen, unter anderem Vokal (Bekleidung für Damen und Herren) und Derrty Entertainment. Nelly hält eine Minderheitsbeteiligung am NBA-Club Charlotte Hornets.
Nelly ist der Gründer und CEO des Plattenlabels Derrty Entertainment.
Nelly spielte 2007 bei der World Series of Poker im Rio All-Suite Hotel and Casino am Las Vegas Strip mit.

### Schauspiel
Nelly hatte sein Filmdebüt 2001 mit der Hauptrolle in Snipes. 2005 hatte er seine zweite Hauptrolle im Film Spiel ohne Regeln, neben Adam Sandler und Chris Rock. Der Soundtrack zum Film enthält Nellys Lied Fly Away. Im Juni 2008 erklärte Nelly, dass er sich mehr auf seine Schauspielkarriere konzentriere als auf seine Musikkarriere. Im Jahr 2008 und 2009 hatte Nelly einige Auftritte in der Serie CSI: NY.
Anfang 2011 hatte er einen Gastauftritt in der Fernsehserie 90210 und spielte sich selbst. Im Filmdrama Clear Lake von Bruce Beresford erhielt Nelly eine Hauptrolle und spielt Chuck Berry.

### Soziales Engagement
Nelly gründete mit 4Sho4Kids Foundation eine eigene Wohltätigkeitsorganisation. Die Jes Us 4 Jackie-Organisation begann im März 2003, als Nellys Schwester Jackie Donahue an Leukämie erkrankte. Diese Organisation soll Afroamerikanern und Einwanderern helfen, sich gegen schwere Krankheiten impfen zu lassen. Nellys Schwester verlor den Kampf gegen Leukämie und starb.

### Anklagen
Im Jahr 2017 wurde Nelly mehrfach wegen sexueller Übergriffe angeklagt.
So wurde er in den USA wegen Vergewaltigung angeklagt. Kurz darauf einigte man sich jedoch außergerichtlich und die Klage wurde daraufhin zurückgezogen. Wenige Wochen später ereignete sich ein ähnlicher Fall in Großbritannien.

## Erfolge
Zu seinen erfolgreichsten Singles gehören Songs wie Dilemma (mit Kelly Rowland von Destiny’s Child) und vor allem Country Grammar. Dilemma war der bisher erfolgreichste Song, den Haynes veröffentlicht hat, Country Grammar verkaufte sich 15 Millionen Mal.
Der Journalist Peter Shapiro bezeichnete Nelly als „einen der größten Stars des neuen Millennium“. Nelly hat bis heute über 20 Millionen Alben verkauft. Am 11. Dezember 2009 erreichte Nelly Platz 3 der erfolgreichsten Künstler des Jahrzehnts.

## Privates
Nelly wird oft mit einem Pflaster in seinem Gesicht gesehen. Grund ist nicht eine Verletzung, sondern es sei ein Zeichen an seinen Bruder City Spud, um zu zeigen, dass er an ihn denke. Sein Bruder saß wegen bewaffneten Raubüberfalls im Gefängnis, erklärte Nelly. Er selbst habe seine kriminelle Vergangenheit als Drogendealer hinter sich gelassen, da viele seiner damaligen Freunde in Haft säßen oder im jungen Alter verstorben seien.
Nelly war von 2003 bis Ende 2012 mit Ashanti liiert. 2023 nahmen sie ihre Beziehung erneut auf, heirateten am 27. Dezember 2023. Im Sommer 2024 wurde ihr erstes gemeinsames Kind, ein Junge, geboren.

## Filmografie
- 2001: Snipes
- 2005: Spiel ohne Regeln (The Longest Yard)
- 2008–09: CSI: NY (Fernsehserie, 4 Folgen)
- 2014: Reach Me – Stop at Nothing

## Diskografie
Studioalben

| Jahr | Titel Musiklabel                             | Höchstplatzierung, Gesamtwochen, AuszeichnungChartplatzierungen (Jahr, Titel, Musiklabel, Platzierungen, Wochen, Auszeichnungen, Anmerkungen) | Höchstplatzierung, Gesamtwochen, AuszeichnungChartplatzierungen (Jahr, Titel, Musiklabel, Platzierungen, Wochen, Auszeichnungen, Anmerkungen) | Höchstplatzierung, Gesamtwochen, AuszeichnungChartplatzierungen (Jahr, Titel, Musiklabel, Platzierungen, Wochen, Auszeichnungen, Anmerkungen) | Höchstplatzierung, Gesamtwochen, AuszeichnungChartplatzierungen (Jahr, Titel, Musiklabel, Platzierungen, Wochen, Auszeichnungen, Anmerkungen) | Höchstplatzierung, Gesamtwochen, AuszeichnungChartplatzierungen (Jahr, Titel, Musiklabel, Platzierungen, Wochen, Auszeichnungen, Anmerkungen) | Anmerkungen                                                    |
| Jahr | Titel Musiklabel                             | DE | AT | CH | UK | US | Anmerkungen                                                    |
| ---- | -------------------------------------------- | --- | --- | --- | --- | --- | -------------------------------------------------------------- |
| 2000 | Country Grammar Fo’ Reel Entertainment (UMG) | DE45 Gold · (43 Wo.)DE | — | CH90 (3 Wo.)CH | UK14 Platin · (38 Wo.)UK | US1 Diamant · (104 Wo.)US | Erstveröffentlichung: 27. Juni 2000 Verkäufe: + 10.880.000     |
| 2002 | Nellyville Fo’ Reel Entertainment (UMG)      | DE2 Gold · (33 Wo.)DE | AT9 Gold · (30 Wo.)AT | CH6 Platin · (33 Wo.)CH | UK2 ×2Doppelplatin · (38 Wo.)UK | US1 ×7Siebenfachplatin · (72 Wo.)US | Erstveröffentlichung: 24. Juni 2002 Verkäufe: + 8.931.292      |
| 2004 | Sweat Derrty Entertainment (UMG)             | DE17 (5 Wo.)DE | AT35 (3 Wo.)AT | CH16 (6 Wo.)CH | UK11 Gold · (12 Wo.)UK | US2 Platin · (26 Wo.)US | Erstveröffentlichung: 12. September 2004 Verkäufe: + 1.250.000 |
| 2004 | Suit Derrty Entertainment (UMG)              | DE8 (9 Wo.)DE | AT29 (7 Wo.)AT | CH11 (8 Wo.)CH | UK8 Platin · (26 Wo.)UK | US1 ×3Dreifachplatin · (37 Wo.)US | Erstveröffentlichung: 13. September 2004 Verkäufe: + 3.350.000 |
| 2008 | Brass Knuckles Derrty Entertainment (UMG)    | — | — | CH55 (2 Wo.)CH | UK20 (3 Wo.)UK | US3 Gold · (10 Wo.)US | Erstveröffentlichung: 12. September 2008 Verkäufe: + 500.000   |
| 2010 | 5.0 Motown Records (UMG)                     | DE63 (1 Wo.)DE | — | CH52 (2 Wo.)CH | UK59 (2 Wo.)UK | US10 (20 Wo.)US | Erstveröffentlichung: 12. November 2010 Verkäufe: + 321.500    |
| 2013 | M.O. Island Records • Republic Records (UMG) | — | — | — | UK89 (1 Wo.)UK | US14 (3 Wo.)US | Erstveröffentlichung: 27. September 2013 Verkäufe: + 23.000    |
| 2021 | Heartland Columbia Records (Sony)            | — | — | — | — | US45 (5 Wo.)US | Erstveröffentlichung: 27. August 2021                          |